# 黄光源
黄光源（HUANG Guangyuan，1989年1月21日—），广东南海人，中国男子武術運動員。

## 簡歷
黄光源祖籍广东南海，小時候和家人搬到广州生活。在念小學二年级时，体育老师建议他的父母把他送到广州体育职业技术学院，開始練習武术。
1998年，9歲黄光源首次参加武术比赛，就拿得了广州市第一名；四年後，他进入广东省队，期間改为练习南拳。2005年，他进入中国国家武术队，一年後首次代表中国参加世界青少年武术锦标赛，便一举获得冠军。
2010年11月，黄光源代表中國出戰廣州亞運會，參加武術比賽，奪得男子南拳南棍全能金牌。